# چه‌پن
چه‌پن (به اسپانیایی: Chepén) یک شهر در پرو است که در Chepén Province واقع شده‌است.

## خصوصیات
چه‌پن  ۴۱٬۳۵۸ نفر جمعیت دارد و ۱۳۱ متر بالاتر از سطح دریا واقع شده‌است.